# Риалто (Калифорния)
Вижте пояснителната страница за други значения на Риалто.
Риалто (на английски: Rialto) е град в окръг Сан Бернардино в щата Калифорния, САЩ. Риалто е с население от 93 284 жители (2005) и обща площ от 56,67 км² (21,88 мили²). Девизът на Риалто е „Мост към прогреса“, който идва от едноименния мост „Риалто“ във Венеция, Италия, станал един от символите на града. Имало е река навремето в Риалто, минаваща през града, която е напомняла за Венеция.

## Личности
- Родни Кинг – заради, който започват безредиците в Лос Анджелис през 1992 г.